# Ed Dahler
Edward Christian "Ed" Dahler Jr. (Hillsboro, Illinois, 31 de enero de 1926-16 de marzo de 2012) fue un jugador de baloncesto estadounidense que disputó una temporada en la NBA, además de jugar en la NPBL. Con 1,96 metros de estatura, lo hacía en la posición de alero.

## Trayectoria deportiva

### Universidad
Jugó durante cuatro temporadas con los Dukes de la Universidad Duquesne, en las que promedió 11,7 puntos por partido.

### Profesional
Fue elegido en la decimoquinta posición del Draft de la NBA de 1950 por Philadelphia Warriors, pero comenzó su andadura profesional en una liga menor como la NPBL, donde jugó en los Denver Refiners y en los Waterloo Hawks, promediando 10,7 puntos por partido, siendo elegido en el segundo mejor quinteto de la liga.
En la temporada 1951-52 fichó por fin por los Warriors, pero jugó únicamente 14 partidos, en los que promedió 2,5 puntos y 1,6 rebotes.

## Estadísticas de su carrera en la NBA

### Temporada regular
| Temporada | Edad | Equipo                | Liga | P  | TIT | MIN | TC  | TCA | %TC  | 3P | 3PA | %3P | TL  | TLA | %TL   | R.OF. | R.DEF. | REB | ASIS | ROB | TAP | PER | FP  | PTS |
| 1951-52   | 26   | Philadelphia Warriors | NBA  | 14 |     | 8.0 | 1.0 | 2.7 | .368 |    |     |     | 0.5 | 0.5 | 1.000 |       |        | 1.6 | 0.4  |     |     |     | 1.1 | 2.5 |
| Total     |      |                       | NBA  | 14 |     | 8.0 | 1.0 | 2.7 | .368 |    |     |     | 0.5 | 0.5 | 1.000 |       |        | 1.6 | 0.4  |     |     |     | 1.1 | 2.5 |